# UFO (アルバム)
『UFO』（ユーフォー）は、日本の音楽ユニットである電気グルーヴの3枚目のオリジナル・アルバム。
1991年11月21日にソニー・ミュージックレコーズのトレフォートレーベルからリリースされた。前作『FLASH PAPA』（1991年）からおよそ7か月振りにリリースされた作品であり、作詞は石野卓球およびピエール瀧、作曲は石野および瀧の他に砂原良徳が担当している。
メンバーであるCMJKが脱退した後に制作され、新たにメンバーとして加入した砂原良徳も一部参加しているが、実質的に石野と瀧の2名によって制作が行われている。Ram Jam World所属の朝本浩文がプロデュースを担当しており、アナログシンセサイザーによる「スペイシーな音」を使用することを念頭に、テクノの手法を用いた様々なスタイルの楽曲が収録されている。
本作からは先行シングルとして「MUD EBIS/COSMIC SURFIN'」が両A面としてシングルカットされた他、人生 (ZIN-SÄY!) 時代の楽曲「俺のカラダの筋肉はどれをとっても機械だぜ」「オールスター家族対抗蛇合戦」のリメイクやイエロー・マジック・オーケストラの楽曲「コズミック・サーフィン」のリミックスが収録されている。本作はオリコンアルバムチャートにおいて最高位第36位となった。

## 背景
1989年にソニー・レコードとの契約が決定し、メジャー・デビューが確定していた電気グルーヴは石野卓球によるインディーズレーベルで1枚リリースしておきたいという意向から、アルバム『662 BPM BY DG』（1990年）をリリースするもその後メンバーの若王子耳夫と高橋嵐が脱退、しかし新メンバーとしてCMJKが加入することとなった。その後1991年2月1日にリリースされたTMNのシングル「RHYTHM RED BEAT BLACK (Version 2.0)」（1991年）のカップリング曲「RHYTHM RED BEAT BLACK Version 300000000000」においてメジャー・デビューを果たした電気グルーヴは、同年4月10日にファースト・アルバム『FLASH PAPA』をリリースした。同年4月13日には大宮フリークス公演、5月4日には名古屋小牧球場でのイベントライブ「ROCK WAVE」に参加した。5月9日には原宿RUIDOにてCMJKの脱退およびピエール瀧が瀧勝名義で演歌歌手として楽曲「人生」においてデビューするという発表を、全裸で股間に紙コップという状態の全裸記者会見として行った。デビューまで順調な滑り出しを見せた電気グルーヴであったが、元々手伝いとして参加していたCMJKはいずれ脱退するという暗黙の了解があった状態であり、後任の選定を当時知り合いであった砂原良徳に依頼することになった。当時の一部雑誌においてそれまでの電気グルーヴの楽曲はすべてCMJKが制作したという虚偽の記事が掲載されたこともあり、残された2人で制作できるのかという風潮があったために瀧は「意地見せたろうと思いましたよ」と述べている。5月22日の大阪アムホール公演を皮切りに、6月6日の仙台141ホール公演までコンサートツアー「CALL266ツアー」を実施、6月5日の札幌ベッシーホール公演ではたまたま帰省していた砂原が照明を担当していた。また、6月6日のツアー最終公演を以ってCMJKは電気グルーヴから脱退した。同年6月8日にはニッポン放送の深夜番組『オールナイトニッポン』の土曜第2部において『電気グルーヴのオールナイトニッポン』（1991年 - 1994年）が開始され、電気グルーヴはラジオ番組のパーソナリティを担当することになった。石野は当初すぐに番組が終了すると思っていたが、結果として3年間継続することになった。
北海道の札幌市出身の砂原は10歳の時に訪れたロボット博覧会にて目撃した女子を模したロボットに恋心を抱き、その後友人から聴かされたイエロー・マジック・オーケストラ (YMO) の楽曲「中国女」（1978年）を愛好し常に聴いていたと述べている。その後YMOの様々なアルバムを愛聴していたものの中学2年生の時にYMOが散開、それ以降はデペッシュ・モードなどのエレクトロ・ポップやハービー・ハンコックの楽曲「ロックイット」（1983年）の他にアート・オブ・ノイズを愛聴、さらに同時期に初めてクラフトワークの楽曲を聴くことになった。高校2年生の時に砂原は「オーディズム」というバンドを結成し、本格的にバンド活動を開始した。高校を卒業してナムコに就職した砂原はその後もバンド活動を継続、上京後にはオーディズムの一員として電気グルーヴと対バンしたこともあった。しかし音楽の方向性の行き違いからメンバー間に溝が生まれ、オーディズムを脱退する意向を石野に電話で伝えていた。電気グルーヴ側から知り合いを紹介するよう依頼された砂原であったが、真剣に探したものの適切な人物が見つからず、また同時期に自身のバンドが軋轢によって上手く行かなくなっていたこともあり、自身が電気グルーヴに入ることを石野に打診した。電気グルーヴ加入に際して砂原はデモテープを制作するよう指示され、評価された結果電気グルーヴに加入することになった。6月23日に大阪フェスティバルホール、28日に日本武道館にて開催されたC+C ミュージック・ファクトリー来日公演のオープニングアクトに参加、日本武道館公演から砂原が正式に電気グルーヴに加入することになった。同時期にレーベルの代表から「瀧、おもしろいから演歌出せよ」と言われた事が切っ掛けとなり、8月23日に瀧勝の名義でシングル「人生」がリリースされソロ・デビューを果たすことになった。当初は酒席での冗談から始まった話であり、その場においては瀧も乗り気であったが実現後に困難な状況に置かれたことから瀧は「これからはうかつに冗談も言えない」と判断したと述べている。「人生」リリースと同時に大阪通天閣および原宿ホコ天にてキャンペーンを実施、プロモーションのために出演したテレビ番組や雑誌においては瀧を本物の演歌歌手と勘違いするケースが多々あり、冗談が通じない場面も見受けられた。

## 録音、制作
本作のプロデュースは元MUTE BEAT所属の朝本浩文が担当している。朝本が担当することになった経緯に関して、石野は前作のレコーディングにおいてマンチェスターを訪れた際にGO-BANG'Sのアルバムリミックスのために同地を訪れていた朝本と初めて会ったと述べ、本作のレコーディングに関する打ち合わせの際に朝本の名前が挙がったために依頼したところ承諾を得たと述べている。石野は朝本の参加によって受けた影響は大きいと述べており、朝本が習得している効果的なアレンジ方法など音楽的な知識の面で参考になったと述べている。砂原は朝本の他にもレコーディング・エンジニアの渡辺省二郎の存在が大きかったとも述べており、ミックスの際に部屋に誰も入れず一人で全く異なる音に変化させてしまうことについて、「録った音をただきれいに再生してくれる人じゃなくて、また別のものに変えてくれるミキサーの人もいるんだなって思いました」と述べた上で、本作はメンバー3人と朝本および渡辺を加えた5人で制作したものであると主張している。
石野はアルバムの制作姿勢として、ひとつの道を突き詰めるのではなく様々な要素を導入することに強く興味を持っていると述べた上で、本作の完成度に関しては「やり遂げたっていう気もなければ、“ここは不満だ”っていう部分もそんなにないですね」と述べている。瀧は本作に対して「前作に比べたら自分たちらしさが反映されてるし、やりたいことっていうのはすみずみまで行き渡ってると思う」と述べた上で、「現時点で自分たちがやりたいことは集約できたと思います」と述べている。また、新たにグループに加入した砂原は本作には深く関与しておらず、客観的に見た際に「すごくポップなアルバム」であると指摘しつつも「ただ上っ面だけのポップじゃないところがまたいいと思うんですよ。その中にも毒があるとも思いますし」と述べている。前作においてヒプノトーンのメンバー等と共にレコーディングを行ったことを受けて、石野はその要素を導入して日本人なりの解釈でレコーディングを行うのは不必要であると主張、「外人至上主義みたいな解釈じゃなくて、それを踏まえた上での日本的解釈っていうのがどうできるかっていうのが重要だと思う」と述べている。石野は海外においてマンチェスターブームが起きているものの当時の日本においてはレイブが存在していないことを指摘、またそれを受けて日本古来の表現やエキゾチシズムとして表現する方法はリアルではないと主張した上で、宮沢りえのヌード写真集『Santa Fe』（1991年）が世を席巻している状態の日本という視点を無視できないため、「そういう部分をすごく素直に出したいんです」と述べている。
本作のレコーディングに使用された機材について、石野はAtari STは所有しているもののほぼ使用せずにローランドのW-30を主に使用している他、ローランドのJUNO-106やコルグのPOLY-800、AKAI professionalのS1000など古い日本製のアナログシンセサイザーを多用していると述べている。石野は本作のテーマがアナログシンセサイザーによる「スペイシーな音」であったと述べた上で、テクノの手法を利用して様々なスタイルの音楽を制作する意図があったと述べている。本作においてイエロー・マジック・オーケストラ (YMO) の1枚目のアルバム『イエロー・マジック・オーケストラ』（1978年）の収録曲である「コズミック・サーフィン」をカバーしたことについて、砂原はYMOが当時のテクノとは一線を画す存在であると思われている風潮があったものの、自身にはそのような感覚がないために可能であったと述べている。また、当時YMOのライブ・アルバム『フェイカー・ホリック』（1991年）がリリースされており、同盤を聴いた砂原は「これ電気でカバーしたらカッコイイかもしれない」との思いを抱いていたが、石野の自宅を訪ねた際に同盤を聴いた石野から「ねぇ砂原くん、俺考えてることがあるんだけど……」と話しかけられたことで石野も砂原と同様の考えを持っていたことが発覚、さらに2人同時に曲名を言ったところ両者とも「コズミック・サーフィン」を想定しており、「B面の曲にするから、打ち込みやれ」と言われシングル「MUD EBIS/COSMIC SURFIN'」のB面曲としてレコーディングを行ったのが砂原にとって初の電気グルーヴとしてのレコーディングとなった。石野は同曲について「思い入れと、半分おちょくりもあるんです」と述べた上で、ハウスの台頭やダンス・ブームの到来に対して山本リンダのリバイバルが起こるような世相に対して拒否感があると述べており、瀧は「テクノのリバイバルならYMOじゃないだろう」という主張からあえて本作にカバーを収録したと述べている。本作のアルバムタイトルは、前作と同様にタイトル曲がなくタイトルからアルバムの内容が推測できないものにするとの意図から名付けられており、瀧は「ナンバリングとか記号に近い感じ」と述べている。

## リリース、批評、チャート成績
| 専門評論家によるレビュー | 専門評論家によるレビュー |
| レビュー・スコア         | レビュー・スコア         |
| 出典                     | 評価                     |
| ------------------------ | ------------------------ |
| CDジャーナル             | 肯定的                   |

本作は1991年11月21日にソニー・ミュージックレコーズのトレフォートレーベルからCDにてリリースされた。CD帯に記載されたキャッチコピーは「疾走するバカ野郎達の明日はどっちだ!」となっている。砂原が唯一作曲を担当した楽曲「ビーチだよ! 電気GROOVE」に関して、CD帯には「日本盤のみボーナストラック」と記載されているが、実際には本作は日本盤のみしか存在していない。
本作からは先行シングルとして「MUD EBIS/COSMIC SURFIN'」が両A面としてシングルカットされており、「MUD EBIS」はミュージック・ビデオが制作されているものの、メンバーが合唱団とともに歌うシーンのほかに合唱団の前にいるSMの女王様にメンバーが鞭で叩かれるシーンなどが盛り込まれており、石野および瀧は後に寒い出来であると述べている。また砂原は口紅を塗って出演しているが、収録後に強く後悔していたとも述べている。1994年3月21日にはMDにて本作が再リリースされた。
音楽情報サイト『CDジャーナル』では本作に対して「とんでもなくファンキー・モンキーなアルバム」であると指摘、電気グルーヴの活動を含めて「馬鹿なパワーが世界を制す」のではないかと推測した上で、「彼らがパロディそのもの、その開き直りが凄い」と肯定的に評価した。本作はオリコンアルバムチャートにて最高位第36位の登場週数3回で売り上げ枚数は2.4万枚となった。この売り上げ枚数は電気グルーヴのアルバム売上ランキングにおいて第16位となっている。本作は2021年および2022年に実施されたねとらぼ調査隊による電気グルーヴのアルバム人気ランキングにおいて共に第10位となった。

## アートワーク
本作のジャケットは1988年に世田谷区の区立砧南中学校で起きた机「9」文字事件をモチーフとした内容になっている。同事件は少年たちが用務員を監禁した上で行われたものであるが、石野はメジャー・デビュー前に火災報知機を点検するアルバイトをしていた際に事件の当事者となった用務員に直接会う機会があったと述べている。本作で使用された写真は埼玉県に実在する高等学校で撮影されたものであり、当初は机を一列だけ並べた状態で「UFO」という文字が表現されていたために字が細すぎると判断されたが、すでに写真撮影は終了し再度机を並べることは不可能であったためにコンピュータグラフィックスを使用して机を重ねた画像を制作して完成品の状態になったと瀧は述べている。砂原によれば本作のアートワークは前作の出来に不満を抱いていた石野と瀧が積極的に意見を出したものが採用されていると述べており、また電気グルーヴとしてのロゴマークが絶対に必要であるとの持論を石野及び瀧とスタッフに対して主張したと砂原は述べている。
裏ジャケットはメンバーの顔写真が掲載されたものになっているが、これはスタッフ側から顔を出すよう指示されたことから「じゃあ証明写真で」と妥協したものが採用された。石野はジャケット上に顔を出すことに反発していたため、メンバー全員が奇妙な表情で写真撮影に応じる結果になったと述べている。CDを取り出したケースの下に楽曲名のパロディが記載されていることに関して、これは居酒屋において思いついたアイデアであり、瀧は「ただ盤の容れ物というだけはなくてちょっとでも楽しめたほうがいい」という発想から実現したものであると述べているが、石野は後のインタビューで「今見るとちょっとサムいけど」と述べている。当時のトレフォートレーベルは出来たばかりでありスタッフも若い人物が多く、瀧は「なにか新しいことをやろうという気概だけはあったから、今までにないものをっていうね。むしろ今までになかったなら何でもいいって感じに近い」と述べている。また、瀧は同時期に長髪のヘアースタイルにしているが、それについて「これは高校3年間ずっと野球部の坊主頭で、髪伸ばしたことなかったからまずロン毛にして、パーマもかけた経験がないからどうなるか見たいと思って」という動機で行ったものの、実際の出来上がりを見て「あ、もうこれはないな」という感想を持ったと述べている。

## ツアー
本作リリースと前後する形で、「仏恥義理 TECHNO GROOVE TOUR」と題したコンサートツアーを同年11月13日の大阪IMPホール公演から12月20日の名古屋クラブクアトロ公演まで10都市全10公演を行った。11月17日の渋谷公会堂公演では日本武道館規模のPAを無理矢理設置し大爆音を響かせる形で公演が行われた他、日出郎率いる新宿2丁目のオカマ・ダンサーも出演した。
12月26日にはニューヨークで開催された観光ツアー・ライブ「RITZ」においてバブルガム・ブラザーズと共演、日本から観客を引き連れての公演であったが電気グルーヴ目当ての観客はわずか5人であったという。12月30日および31日には渋谷クラブクアトロにおいて開催されたイベントライブ「クラブ・ワンダーランド」の31日公演において、メンバーは全員頭を金髪に染め上げ、パンク・ロックおよびヘヴィメタルスタイルの衣装で登場した。
翌1992年1月1日にはクラブチッタ川崎で行われたヒップホップ系イベントライブ「SHOUT OUT」にゲスト出演、終演後にメンバーは頭を黒髪に染め直した上で同日にテレビ神奈川の番組出演において寒中の中観覧車に乗ることになった他、グーフィ森と共演した。

## 収録曲
- CDブックレットに記載されたクレジットを参照[23]。また、8曲目はインストゥルメンタルになっている。

| #         | タイトル                                                                                     | 作詞                 | 作曲       | 時間  |
| --------- | -------------------------------------------------------------------------------------------- | -------------------- | ---------- | ----- |
| 1.        | 「B.B.E. (Bull Beam Express)」                                                               | ピエール瀧           | 石野卓球   | 3:51  |
| 2.        | 「俺のカラダの筋肉はどれをとっても機械だぜ（甲）」(all my muscles work machine like part I)  | 石野卓球、ピエール瀧 | 石野卓球   | 0:36  |
| 3.        | 「MUD EBIS (Chimimix)」                                                                      | 石野卓球             | 石野卓球   | 3:37  |
| 4.        | 「メカニカル娘」(the girl from factory)                                                      | 石野卓球             | 石野卓球   | 3:28  |
| 5.        | 「オールスター家族対抗蛇合戦」(all star family vs family snake battle)                       | 石野卓球             | 石野卓球   | 5:59  |
| 6.        | 「俺のカラダの筋肉はどれをとっても機械だぜ（乙）」(all my muscles work machine like part II) | 石野卓球、ピエール瀧 | 石野卓球   | 0:58  |
| 7.        | 「ちょうちょ」(cho-u-cho)                                                                    | ピエール瀧           | ピエール瀧 | 4:57  |
| 8.        | 「COSMIC SURFIN' (Ecstasy bathroom mix)」                                                    |                      | 細野晴臣   | 5:08  |
| 9.        | 「東京クリスマス」(christmas night in tokyo)                                                 | ピエール瀧           | 石野卓球   | 5:12  |
| 10.       | 「モンキーに警告」(caution to the ape)                                                       | 石野卓球             | 石野卓球   | 3:53  |
| 11.       | 「ボクの姉さん」(mr.sister)                                                                  | 石野卓球             | 石野卓球   | 5:59  |
| 12.       | 「ビーチだよ! 電気GROOVE」(denki groove is bitch!)                                           | 電気GROOVE           | 良徳砂原   | 4:17  |
| 合計時間: | 合計時間:                                                                                    | 合計時間:            | 合計時間:  | 47:55 |

## スタッフ・クレジット
- CDブックレットに記載されたクレジットを参照[24]。

### 電気グルーヴ
- 石野卓球 – ボーカル、プログラミング
- ピエール瀧 – ボーカル、プログラミング、瀧
- 良徳砂原[注釈 1] – プログラミング

### 参加ミュージシャン
- ブラボー小松 (from SEX) – ギター（5曲目）
- 江川ゲン太 (from KAZZ:BA) – ティンバレス（3曲目）
- 森若香織 (from GO-BANG'S) – コーラス（5曲目）
- 遠藤薫 (from DRILL KING) – ギター（12曲目）

### 録音スタッフ
- 電気グルーヴ – プロデュース
- 朝本浩文 (Ram Jam World) – プロデュース
- 渡辺省二郎 – コ・プロデュース、エンジニア
- 安部良一 – ディレクター
- 後藤伸一 – マネージメント
- 笠井鉄平 – デジタル・マスタリング

### 美術スタッフ
- 中野葉子 – アート・ディレクション、デザイン
- 小木曽威夫 – 写真撮影

### 制作スタッフ
- 坂崎美子 – プロモーション・スタッフ
- 中山まゆみ – プロモーション・スタッフ
- 畑信弘 – プロモーション・スタッフ
- 金子毅 – プロモーション・スタッフ
- ほんだむつのり – プロモーション・スタッフ
- たなかまりこ – プロモーション・スタッフ
- 谷澤嘉信 – プロモーション・スタッフ
- 中山道彦 – プロモーション・スタッフ
- 細谷恵 – プロモーション・スタッフ
- 石井俊雄 – エグゼクティブ・プロデューサー

## チャート
| チャート         | 最高順位 | 登場週数 | 売上数  | 出典  |
| ---------------- | -------- | -------- | ------- | ----- |
| 日本（オリコン） | 36位     | 3回      | 2.4万枚 | [ 2 ] |

## リリース日一覧
| No. | リリース日     | レーベル                       | 規格         | カタログ番号 | 備考                   | 出典          |
| --- | -------------- | ------------------------------ | ------------ | ------------ | ---------------------- | ------------- |
| 1   | 1991年11月21日 | Sony Records／トレフォート     | CD           | SRCL-2245    |                        | [ 18 ] [ 1 ]  |
| 2   | 1994年3月21日  | キューンソニー                 | MD           | KSY2-2011    |                        | [ 25 ] [ 26 ] |
| 3   | 2004年11月4日  | ソニー・ミュージックレーベルズ | AAC-LC       | -            | デジタル・ダウンロード | [ 27 ]        |
| 4   | 2004年11月4日  | ソニー・ミュージックレーベルズ | ロスレスFLAC | -            | デジタル・ダウンロード | [ 28 ]        |